# Districte de Berna
El districte de Berna (Bern en alemany i Berne en francès) és un dels 26 districtes del Cantó de Berna (Suïssa), té 238069 habitants (cens de 2007) i una superfície de 234 km². El cap del districte és Berna, que alhora també és la capital federal de Suïssa i està format per 13 municipis. Es tracta d'un districte amb l'alemany com a llengua oficial.

## Municipis
- CH-3000 Berna
- CH-3065 Bolligen
- CH-3047 Bremgarten
- CH-3063 Ittigen
- CH-3038 Kirchlindach
- CH-3098 Köniz
- CH-3074 Muri bei Bern
- CH-3096 Oberbalm
- CH-3066 Stettlen
- CH-3067 Vechigen
- CH-3033 Wohlen bei Bern
- CH-3052 Zollikofen
- CH-3072 Ostermundigen